# 本多利長
本多 利長（ほんだ としなが）は、江戸時代前期の大名。三河国岡崎藩の第4代藩主、遠江国横須賀藩主、出羽国村山藩の初代藩主。官位は従五位下・越前守。広孝系本多家4代。

## 生涯
岡崎藩の第3代藩主・本多忠利の6男として誕生。正保2年（1645年）、父の死去で跡を継ぐ。このとき、岡崎藩6万石のうち、5万石を継いで、残りの1万石は兄・助久と弟・利朗に分与した。同年6月27日、遠江横須賀へ移封される。しかし天和2年（1682年）2月23日、不行跡や過酷な藩政を布いたとして改易された（本多政利の改易に連座したとも）。後に改めて、出羽村山郡内に1万石を与えられている。
村山移封後の利長について『土芥寇讎記』では、「昔の統治は悪かったが、今はいい」「領地召し上げ（村山移封）のあと行状が良くなった」と記されている。
元禄5年（1692年）12月16日、58歳で死去し、跡を甥で養嗣子・助芳（本多助久の次男）が継いだ。

## 系譜
父母
- 本多忠利（父）
- 井上正就の娘（母）

正室、継室
- 松平正綱の娘
- 板倉重宗の長女

養子
- 本多助芳 ー 本多助久の次男